# Nikolai Vekšin
Nikolai Vekšin (russisch Николай Алексеевич Векшин, * 11. Maijul. / 23. Mai 1887greg. in Hapsal, Russisches Kaiserreich; † 15. Januar 1951 in Norilsk, Russische SFSR) war ein russischer, estnischer bzw. sowjetischer Segler. Von 1910er bis zum Ende der Regierungszeit von Nikolaus II. war Vekšin als Mitglied der höchsten Kommission des Russischen Kaiserlichen Yachtclubs in St. Petersburg tätig. Nach der Revolution in Russland kämpfte Vekšin gegen die Bolschewisten auf der Seite der russischen weißen Bewegung unter Nikolai Judenitsch.
Nikolai Vekšin kam in Hapsal in der heutigen estnischen Stadt Haapsalu als Kind eines russischen adeligen Vaters Alexei Vekšin und seiner Frau Wassa Vekšina (geb. Scheschukowa) zur Welt. Nikolai Vekšin schloss das Technische Institut in Sankt Petersburg ab. 1912 war er Ersatzsegler in der russischen Mannschaft bei den Olympischen Sommerspielen 1912 in Stockholm. Von 1925 bis 1940 war er bei den Unternehmen Baltic und Põhja Paberi- ja Puupapivabrikute AS beschäftigt. Bei den IX. Olympischen Sommerspielen 1928 in Amsterdam war Vekšin im Alter von 41 Jahren Mitglied der Mannschaft des estnischen Boots Tutti V, das nach Norwegen und Dänemark die Bronzemedaille in der 6-Meter-Klasse gewann. Seine Mitstreiter waren William von Wirén, Eberhard Vogdt und die beiden Brüder Andreas und Georg Faehlmann.
1945 errang Vekšin bei den UdSSR-Meisterschaften in der L-45-Klasse die Silbermedaille. 1945 erhielt er den Titel "Meistersportler der Sowjetunion". 1949 wurde Nikolai Vekšin von den sowjetischen Besatzungsbehörden als weißer Offizier verhaftet. Er starb in einem sowjetischen Gefangenenlager in Sibirien.